# NGC 5976
NGC 5976 (również PGC 55609) – galaktyka soczewkowata (S0), znajdująca się w gwiazdozbiorze Smoka. Odkrył ją 6 maja 1850 roku George Stoney – asystent Williama Parsonsa.